# Линь Симэй
Линь Симэй (кит. 林细妹; род. 28 февраля 1995 года, Цзеян, Гуандун, Китай) — китайская спортсменка-паралимпийка, игрок в бочча, соревнующаяся в классе BC4. Чемпионка летних Паралимпийских игр 2024 в Париже.

## Биография
Завоевала «бронзу» на чемпионате мира 2014 года в Пекине в смешанных парах. Принимала участие на Паралимпиаде-2016 в Рио-де-Жанейро и на Паралимпиаде-2020 в Токио, но на первых своих двух Паралимпийских играх не смогла выйти из группы ни в индивидуальном зачёте, ни в смешанных парах.
В 2023 году на Азиатских Параиграх-2022 в Ханчжоу заняла первое место в смешанном парном турнире и второе место в индивидуальном турнире.
В 2024 году приняла участие на летних Паралимпийских играх 2024 в Париже в индивидуальном и смешанном парном турнирах в классе BC4. В индивидуальном турнире в отборочном раунде заняла второе место в группе, уступив гонконгской спортсменке Чхён Юэнь (счёт 2:6), а затем победив тайку Нуанчан Пхонсилу (6:2) и словачку Кристину Возарову (14:0). В четвертьфинале победила португалку Карлу Оливейру (5:2), в полуфинале — колумбийку Лейди Чику (4:3). В финале вновь встретилась с Чхён Юэнь, но в этом матче победила её со счётом 5:1 и завоевала золотую медаль Паралимпиады-2024 в индивидуальном турнире среди женщин. Это «золото» стала первым по бочча в истории участия Китая на Паралимпийских играх. В смешанном парном турнире выступала вместе с Чжэн Юаньсэнем и выбыла из турнира на стадии четвертьфинала, проиграв со счётом 3:7 будущим победителям турнира, колумбийцам Эдильсону Чике и Лейди Чике.